# Cannonball Adderley and the Poll Winners
Cannonball Adderley and the Poll Winners è il 15° album di Julian Cannonball Adderley, pubblicato nel 1960 dalla Riverside Records.
Nel 1999 la Capitol Records stampò l'album su CD 20-bit aggiungendo un brano bonus ("Au Privave", alternate take); un altro CD pubblicato nel 2011 dalla Essential Jazz Classics aggiunse cinque brani bonus.

## Tracce
Lato A
1. Au Privave – 4:49 (Charlie Parker)
2. Yours Is My Heart Alone – 6:02 (Franz Lehar)
3. Never Will I Marry – 8:30 (Frank Loesser)

Durata totale: 19:21
Lato B
1. The Chant – 6:34 (Victor Feldman)
2. Lolita – 8:03 (Barry Harris)
3. Azule Serape – 6:26 (Victor Feldman)

Durata totale: 21:03
Brani bonus (CD del 1999 - Capitol Records)
1. Au Privave – 4:25 (Charlie Parker) – Alternate take

Brani bonus (CD del 2011 - Essential Jazz Classics)
1. Music in the Air – 3:58 (Jon Hendricks, Gigi Gryce) – Registrato nel 1959 a San Francisco (CA) al "Fugazi Hall"
2. Pretty Strange – 2:54 (Jon Hendricks, Randy Weston) – Registrato nel 1959 a San Francisco (CA) al "Fugazi Hall"
3. The Shouter – 5:03 (Jon Hendricks, Gildo Mahones) – Registrato nel 1959 a San Francisco (CA) al "Fugazi Hall"
4. Social Call – 2:23 (Jon Hendricks, Gigi Gryce) – Registrato nel 1959 a San Francisco (CA) al "Fugazi Hall"
5. Out of the Past – 4:54 (Jon Hendricks, Benny Golson) – Registrato nel 1959 a San Francisco (CA) al "Fugazi Hall"

## Musicisti
Cannonball Adderley Quintet
- Julian Cannonball Adderley - sassofono alto
- Victor Feldman - pianoforte, vibrafono
- Wes Montgomery - chitarra
- Ray Brown - contrabbasso
- Louis Hayes - batteria

Nel CD bonus tracks del 2011
- Julian Cannonball Adderley - sassofono alto
- Jon Hendricks - voce
- Wes Montgomery - chitarra
- Gildo Mahones - pianoforte
- Nat Adderley - cornetta
- Monk Montgomery - contrabbasso
- Walter Bolden - batteria